# Shaw (Mississippi)
Pour les articles homonymes, voir Shaw.
Shaw est une ville américaine située dans les comtés de Bolivar et de Sunflower, dans le Mississippi. Selon le recensement de 2020, sa population est de 1 457 habitants.